# Pachydema foveola
Pachydema foveola är en skalbaggsart som beskrevs av Lucas 1859. Pachydema foveola ingår i släktet Pachydema och familjen Melolonthidae. Inga underarter finns listade i Catalogue of Life.